# Туловский сельсовет (Гродненская область)
Туловский сельсовет — упразднённая административная единица на территории Зельвенского района Гродненской области Белоруссии.

## История
Образован 16 июля 1954 года в составе Зельвенского района Гродненской области БССР путём объединения упразднённых Дергилевского и Пасутичского сельсоветов. С 17 апреля 1962 года по 30 июля 1966 года в составе Волковысского района. 22 мая 1967 года в состав сельсовета из Каролинского сельсовета вошла деревня Шейки. 18 апреля 2017 года сельсовет был упразднён, его территория вошла в состав Каролинского сельсовета.

## Состав
Туловский сельсовет включал 12 населённых пунктов:
- Дергили — деревня.
- Задворье — деревня.
- Калиновка — деревня.
- Клепачи — деревня.
- Кресла — деревня.
- Мештовичи — деревня.
- Мижеричи — агрогородок.
- Пузики — деревня.
- Талалайки — деревня.
- Тулово — деревня.
- Шейки — деревня.
- Яновщина — деревня.

## Население
Согласно переписи 2009 года на территории сельсовета проживало 813 человек, среди которых 60,1 % — белорусы, 30,6 % — поляки.